# Lubcza (województwo kujawsko-pomorskie)
Lubcza – wieś w Polsce położona w województwie kujawsko-pomorskim, w powiecie sępoleńskim, w gminie Więcbork.
Miejscowość założona w 1534. W latach 1954–1959 wieś należała i była siedzibą władz gromady Lubcza, po jej zniesieniu w gromadzie Sypniewo. W latach 1975–1998 miejscowość administracyjnie należała do województwa bydgoskiego. Wieś położona nad jeziorem Konicznym. Według Narodowego Spisu Powszechnego (III 2011 r.) liczyła 392 mieszkańców. Jest piątą co do wielkości miejscowością gminy Więcbork.